# Medicina en Azerbaiyán
La medicina en Azerbaiyán sirve para la protección de la salud y la prosperidad de los ciudadanos de la República de Azerbaiyán.

## Historia temprana

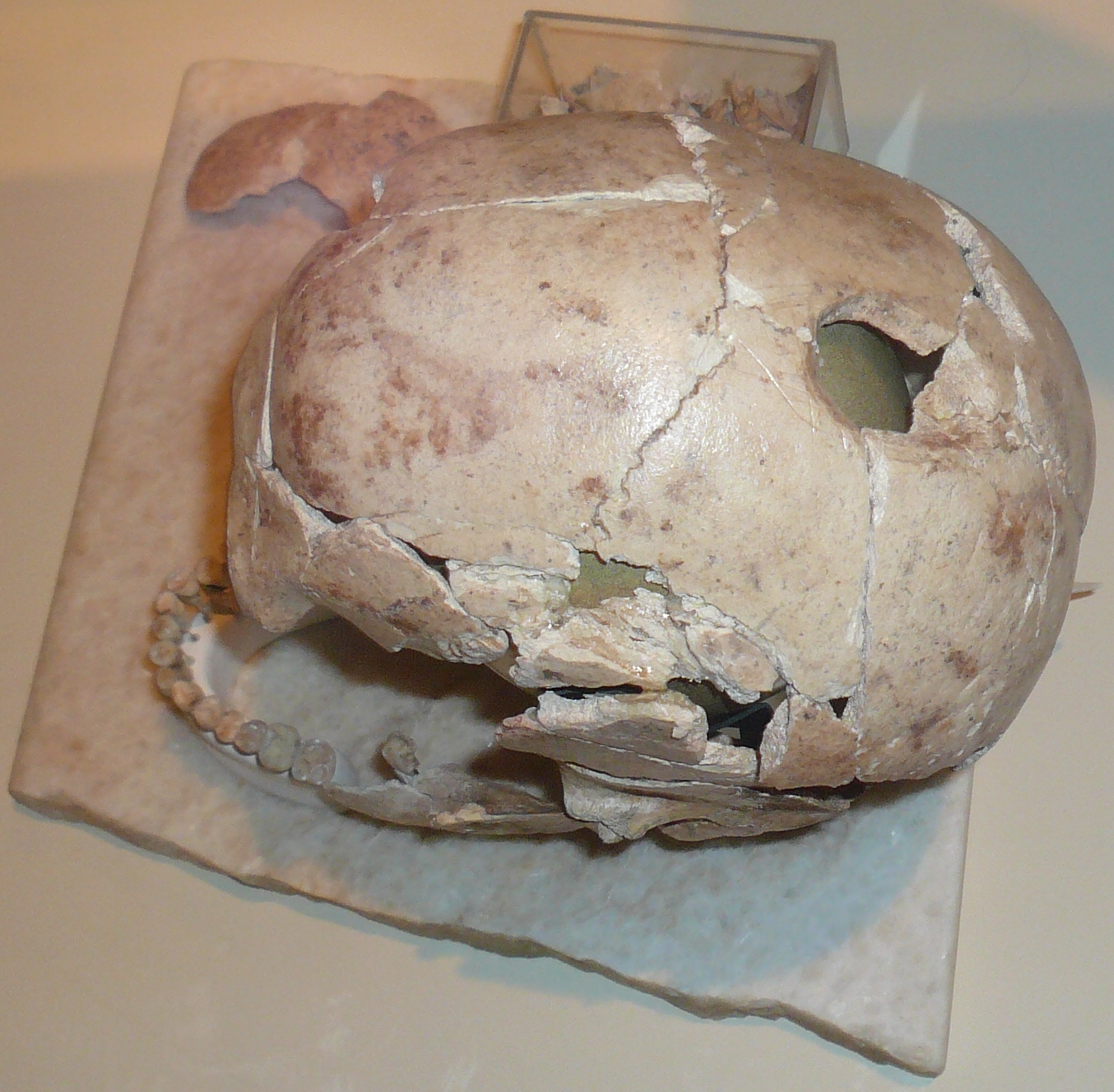
Cráneo con marcas de trepanación

Los primeros habitantes para tratar enfermedades utilizaban las plantas medicinales y las hierbas. Con el paso de tiempo los conocimientos primarios se modificaron a al medicina tradicional. En la prevenсión y el tratamiento se utilizaban semillas, flores, hojas. Pero, además de la medicina tradicional la gente fue informado sobre cirugía, tenían las experiencias primitivas en tratamiento de los tumores, fracturas, etc. Por ejemplo, durante las excavaciones arqueológicas en la región de Agdam, cerca de aldea Afetli, en la localidad de Chalagantepe el cráneo de una persona perteneciente al IV milenio a. C., con marcas de la trepanación. Un más cráneo, en la que fue practicado la trepanación fue encontrado en 1971 en aldea Khoshbulaq de la región Dashkesen por el arqueólogo azerbaiyano Kh.Kesemenli; este cráneo fue pertenecido a finales de la Edad del Bronce y  comienzos de la Edad del Hierro.
Se extendió también aromaterapia. Según las creencias el olor del membrillo aumenta la energía del cuerpo, el limón tiene repercusiones positivas al sistema nervioso y las manzanas – a la estimulación del funcionamiento del cerebro. Además, el té curativo se utilizaban ampliamente en el tratamiento del tos, hemorragia, diarea, otros tipos de dolor, etc.

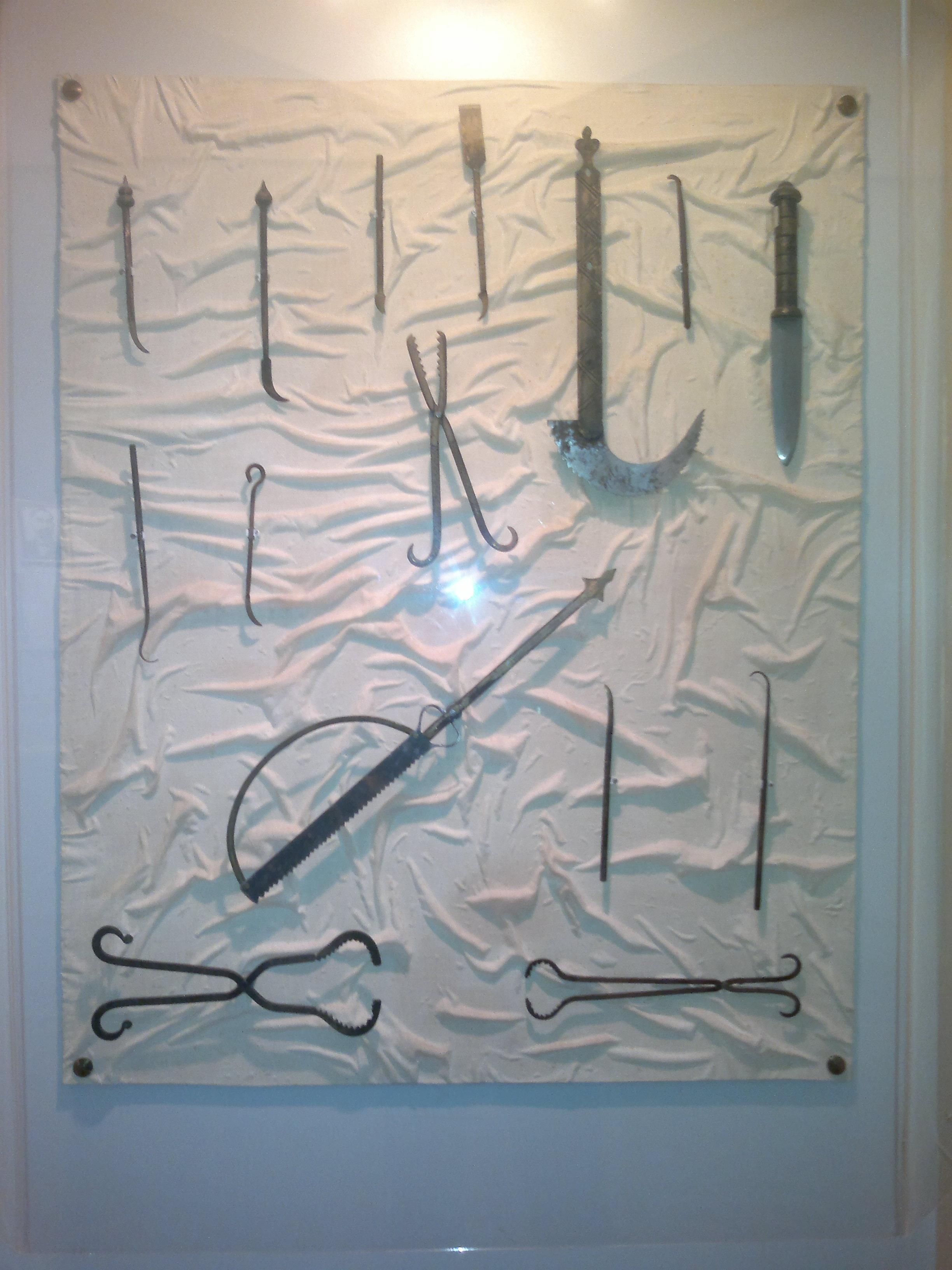
Los instrumentos médicos de mediavel, que se conservan en el Museo de Medicina de Azerbaiyán

## En la época medieval

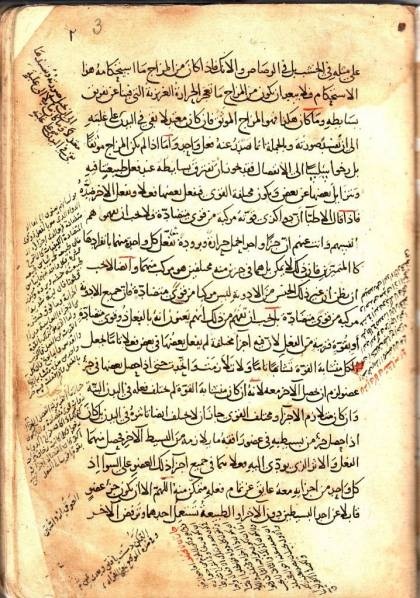
Una página de la copia del manuscrito de Ibn Sina

Durante las excavaciones arqueológicas fueron encontrados los recipientes pulidos para el antimonio y pinceles del oro para aplicarle; el antimonio en la Edad Media se aplicaba como antitusígeno y antieméticos. Del antimonio construyeron las copas y a los enfermos daron de beber de estas copas. Durante las excavaciones arqueológicas en Shemakha fueron encontrados varios vasos de vidrio, destinados para la producción y almacenamiento de medicamentos, que se utilizaban por los alquimistas como en la medicina popular, tanto en el de la farmacología. Estos hallazgos confirman que en la Edad Media la población de Azerbaiyán se dedicaban al farmacia.
En la antigüedad existía un intercambio cultural activo entre los azerbaiyanos y los habitantes de Mesopotamia. El aceite de sésamo y el azafrán fueron importados del Sumer al territorios azerbaiyanos. Hay información sobre estos medicamentos y medicinas en Avesta.
En el siglo VIII los territorios fueron conquistadas por los árabes. En ese período fue desarrollado la ciencia y cultura, fueron creados las universidades, observatorios, bibliotecas, mezquitas y hospitales. Y la ciencia médica llegó a su punto culminante. En las escuelas, mezquitas y medrese fueron enseñados la medicina y alquimia.

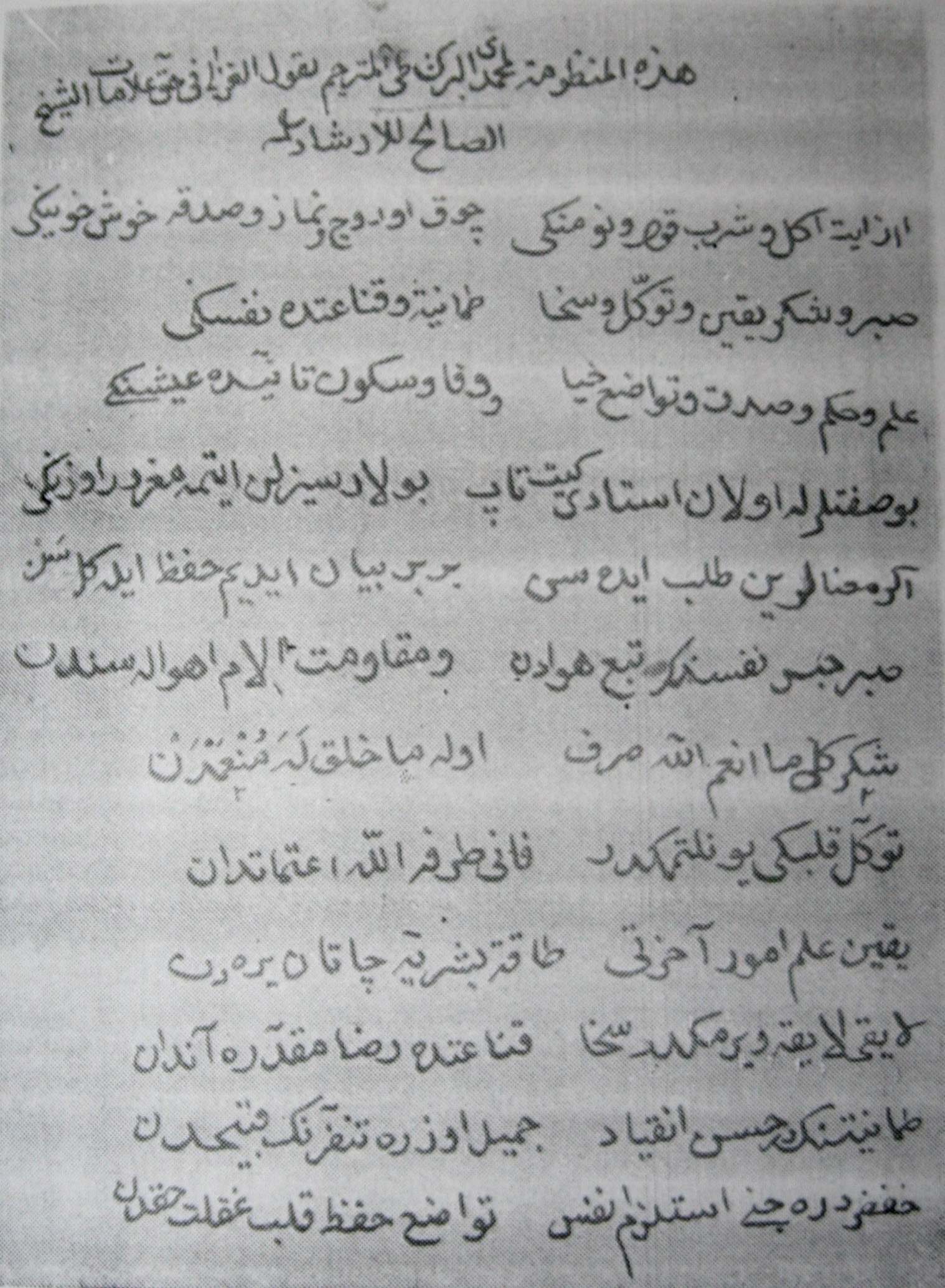
Una página del libro de Muhammad Bergushadi

También en Azerbaiyán fue encontrado la copia del manuscrito de Ibn Sina "El canon de medicina", que fue escrito en 1030 en árabe. En su obra Ibn Sina mencionó aldea azerbaiyano Saburkhast. La copia fue heca en el año 1143 en Bagdad y se considera uno de los manuscritos más antiguos sobre la farmocología y medicina y el más antiguo en Azerbaiyán; se conserva en Instituto de Manuscritos de Azerbaiyán en la Academia Nacional de Ciencias de Azerbaiyán.
Uno de los estudiantes de Ibn Sina Bahmanyar al Azerbaijani, también, fue un médico famoso en Azerbaiyán en el siglo XI. En su obra "at-Tahsil" Bahmanyar planteó cuestiones sobre medicina.

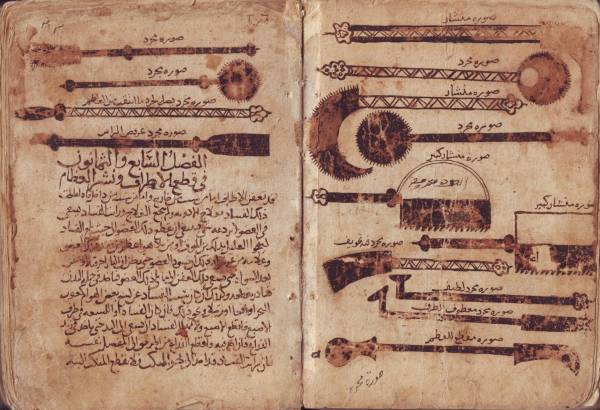
Al-Magala as-Salasun

En el siglo  XII en la región de Shirvan, ciudad Shemakha por el científico y doctor Kafiyaddin Omar ibn Osman, tío del poeta persa Khagani Shirvani fue establecida la escuela médica, que entrené a varios métodos del tratamiento.
En la época de Medieval Muhammad Bergushadi escribió la obra “Tibbi Nabivi”. Una parte de la obra fue escrito en árabe, otra – en azerí. Este libro se considera el primer libro en azerí sobre medicina. En el primer volumend del libro se recomiendan las medidas contra las muchas enfermedades; en el segundo – los compuestos de los productos farmacéuticos y en tercer – se recomiendan las dietas en caso de determinadas enfermedades.
En Azerbaiyán también fue encontrado una copia de la obra “Al-Magala as-Salasun” de Abu al-Gasim al-Zahravi que vivía en el siglo XIII en Andalucía. Este manuscrito es uno de los más antiguos en todo el mundo. En la obra el autor mencionó alrededor de 200 instrumentos médicos y quirúrgicos.
En el siglo XV o más exactamente en los años 1437—1438 un gran médico azerbaiyano Mahmud ibn Makhmedi Dilshad Shirvani de la región Shirvan escribió el libro de texto en azerí sobre la medicina, "Kemal-name" y "El libro de perfección".
En el siglo XVI vivía uno de los gran médicos de Azerbaiyán Yusif Garabaghi, que escribió "Las explicaciones e interpretaciones de "El canon de medicina" de Ibn Sina"

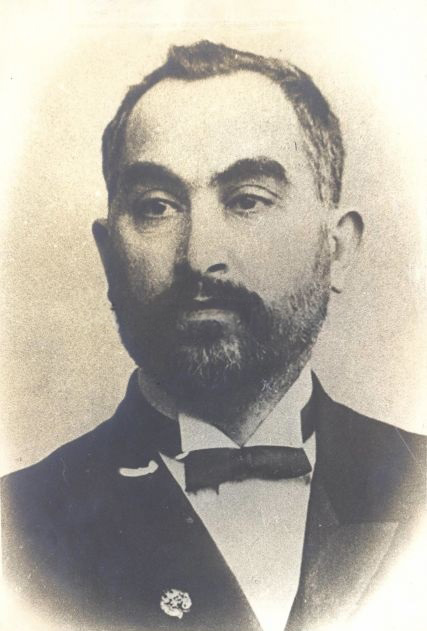
Abdulkhaliq Akhundov

En el año 1712 el médico azerbaiyano Muhammad Yusif Shirvani escribió "Tibbin" en azerí. En su obra Shirvani recomendó usar los recursos minerales para el trata
miento de las enfermedades.

## En los siglosXIX-XX
Hasta el año 1828 en Azerbaiyán no existía ninguna farmacia. La primera farmacia se apareció en los años de la imperia Rusa.
Abdulkhaliq Akhundov, fundador de la base de la investigación científica en la historia de la medicina azerbaiyana vivía en el siglo XIX. Él estudió y tradujo la enciclopedia famosa de farmacia, escrito por Abu Mansur Kharavi en el siglo IX de persa a alemán. Más tarde esta traducción fue publicada en Alemania.
En 1895, el doctor Mammad Rza Vakilov, el doctor Karimbek Mekhmandarov u otros fundaron la Unión de la Medicina de Bakú.
Khasan bek Zardabi y Mirza Fatali Akhundov tiene gran conocimientos de medicina. M.F. Akhundov fue el autro de la obra sobre higiene y saneamiento. El libro de Zardabi "Higiene" fue el prime rejemplo de trabajo de investigación científica de la medicina sobre la higiene en Azerbaiyán. Él fue publicado en 1914 en Azerbaiyán. Khasan bek Zardabi y Mirza Fatali Akhundo desempeñaron gran papel en el desarrollo de la medicina en Azerbaiyán.
En el período del cólera en Najicheván, en 1847 un gran médico Mirza Nasrullah curó a los enfermos gratuitamente.
En el siglo XX además de las regiones del sur de Azerbaiyán (Irán actual), también en el norte existían farmacias: Bakú, Shusha, Shemakha, Agdam, Najichevan, Lahic, Ordubad, Salian, Lankaran u otros.

## En la República Democrática
En los años de la República Democrática de Azerbaiyán fue creado el Ministerio de Salud encabezado por el gran médico Rafiyev.
En Bakú, Ganya u otros regiones fueron creados muchos farmacias y hospitales.
En el año 1919 en Bakú fue establecida la Universidad Estatal de Bakú, que tenía la facultad de medicina. En agosto de 1922, entre los 29 graduados en la facultad de medicina fue solo tres azerbaiyanos: A.Alakbarov, Djeyran Sultanova y Adilya Shakhtakhtinskaya.

## En la RSS de Azerbaiyán
Después del establecimiento del poder soviético en Bakú, en los años 20 del siglo XX, las farmacias, donde se vendían las hierbas medicinales se cerraban y manuscritos, escritos en árabe eran quemados. Esto fue una parte del política del poder soviético contra el islam.
De 1920 a 1921 el Comisario popular de sanidad de la RSS de Azerbaiyán fue el médico azerbaiyano Agagusein Kazimov, de 1921 a 1933 - Mir Movsum Kadirli, de 1939 a 1941 - el gran médico azerbaiyano Aziz Aliyev.
En el año 1930 en Bakú fue creada la Universidad Estatal de Medicina de Azerbaiyán y el primer rector de la universidad ha sido Mir Movsum Gadirli. En los años 20-40 del siglo XX en Azerbaiyán fueron establecidos muchos hospitales, clínicas y farmacias, entre ellos el Centro oncológico nacional de Azerbaiyán.

## La época moderna
Después de obtener la independencia de Azerbaiyán se inició la nueva etapa en el desarrollo de la medicina azerbaiyana. En el marzo de 1998 el entonces presidente de Azerbaiyán, Heydar Aliyev firmó un decreto "Sobre el establecimiento de la Comisión Estatal de reformas en el ámbito de la salud". Las reformas realizadas mejoraron la calidad del servicio médico de la población. En el país fue desarrollando un plan nacional para lucha contra las enfermedades (VIH, SIDA, la tuberculosis, etc.).
En 2001 fue firmado un decreto que se preveía la celebración del día de los trabajadores médicos el 17 de julio de cada año. En 2004 fue creado la Asociación de los trabajadores médicos de Azerbaiyán, que en 2005 fue incluido a la Unión Internacional de Medicina con la sede en París.
En 2005 fue creado el Centro de innovación y suministros para el control de calidad de medicamentos, así como para promover a las organizaciones de salud pública de medicamentos. El centro también concede licencias para industria farmacéutica. El sector farmacéutico funciona activamente desde 2006: fueron realizadas las reformas de actividad y los productos farmacéuticos, fue establecido el reglamento del registro estatal de los medicamentos, se abrían nuevas farmacias y el centro de revisión de los medicamentos, etc.
A partir del 1 de febrero de 2008, por orden del ministro de salud, centros de salud financiados por el estado prestan a la población la asistencia médica gratuita.
En noviembre de 2009, en Azerbaiyán por los doctores azerbaiyanos se realizó la primera operación en el corazón para tratamiento de arritmia. Para el tratamiento de las personas con insuficiencia renal crónica cada año en las regiones del país se abren nuevos centros de diálisis.
En el marco del programa estatal "Azerbaiyán electrónica" fue establecida "Carta de Salud electrónica del ciudadano".
En el año 2013, en Bakú, fue puesta en servicio el centro médico de Azerbaiyán de 14 pisos de la Universidad Médica. La clínica dotado con modernos instrumentos médicos cumpla los requisitos de la medicina internacional.
En los últimos años cada 5 año los médicos deben asistir en los cursos de perfeccionamiento, que se organizan del Instituto de Capacitación de Médicos de Azerbaiyán. También existen los cursos de perfeccionamiento de las enfermerías. Además, en Bakú u otros regiones principales de Azerbaiyán frecuentemente se realizan seminarios y cursos de capacitación, financiados por algunas organizaciones internacionales, como UNICEF, OMS, USAID, etc.
El Ministerio de Sanidad de Azerbaiyán coopera alrededor de 40 países. En los últimos años se elaboró el Programa del desarrollo del saneamiento y servicio epidemiológico para los años 2015-2020 en el marco de la cual fue adoptado las medidas para prevenir las enfermedades infecciosas.

### Coronavirus en Azerbaiyán
El primer caso de infección por coronavirus fue confirmado el 28 de febrero de 2020. El 23 de marzo se decidió anunciar un régimen especial de cuarentena para prevenir la propagación de la infección.
La ceremonia de la inauguración de la "Clínica Yeni" se celebra en Bakú el 28 de marzo. Estе hospital también se ha puesto a disposición de los pacientes infectados con el coronavirus.
El 7 de mayo primer complejo hospitalario modular se ha abierto en Bakú.